# ヴィトール・フェレイラ
ヴィティーニャ（Vitinha）こと、ヴィトール・マシャド・フェレイラ（Vítor Machado Ferreira, 2000年2月13日 - ）は、ポルトガル・サント・ティルソ出身のプロサッカー選手。リーグ・アン・パリ・サンジェルマンFC所属。ポルトガル代表。ポジションはミッドフィールダー。

## 経歴

### クラブ
ポルト県サント・ティルソで生まれ、7歳の時に父親もかつてプレーしたアヴェスでサッカーを始め、その後ピニェイリーニョス・デ・リンジェに移籍し、そこで将来チームメイトとなるディオゴ・コスタと共に頭角を現した。ベンフィカのトレーニングに参加し、ベンフィカの提携クラブの1つであるポヴォア・デ・ラニョーゾに入団し、3年間在籍した。しかし、体の線が細かったという理由で放出された。スポルティングCPから興味を示されたが、11歳の時にポルトのユースチームに加入し、その後パドロエンセにローン移籍した。2018-19シーズンのUEFAユースリーグを制した。2019年にBチームに昇格。2019年8月11日、コヴィリャン戦でプロデビューを果たした。リーガプロ（2部リーグ）で14試合8ゴールを記録し、2020年1月にトップチームに昇格。1月28日のジル・ヴィセンテ戦にウィルソン・マナファとの交代で途中出場し、トップチームデビューを果たし、2-1で勝利。2019-20シーズンのプリメイラ・リーガで8試合に出場し、リーグ優勝も経験した。
2020年9月9日、イングランドのウルヴァーハンプトン・ワンダラーズに1シーズンのローン移籍で加入したことが発表された。ポルトはFFPにより選手を放出せざるを得ない状況であり、2,000万ユーロでの買い取りオプションが付帯していた。9月14日、シェフィールド・ユナイテッド戦で移籍後初出場を果たし、9月18日のEFLカップのストーク・シティ戦で移籍後初めて先発出場を果たした。12月29日、マンチェスター・ユナイテッド戦でプレミアリーグ初先発するも、その試合はアディショナルタイムの失点により惜敗した。2021年1月22日、FAカップ4回戦のチョーリー戦では35ヤードの距離からロングシュートでゴールを挙げ、移籍後初ゴールを挙げた。シーズン終了後、クラブは買い取りオプションを行使しなかったため、ポルトに復帰した。
2021-22シーズン当初は控えの立場だったが、UEFA U-21欧州選手権での印象的なパフォーマンスを経て、徐々に先発出場の機会が増えていった。12月3日、ポルティモネンセ戦でポルトでのトップチーム初ゴールを挙げて勝利に貢献した。12月23日、タッサ・デ・ポルトガルのベンフィカ戦で1得点1アシストを記録し、マン・オブ・ザ・マッチに選出された。2022年1月にセルジオ・オリヴェイラがローマに移籍してからはより一層スタメンの地位を確立し、オフ・ザ・ボールの動きや相手へのプレッシャーのかけ方が監督のセルジオ・コンセイソンから評価され、12月と1月の2か月連続でリーグの月間最優秀選手と月間最優秀ミッドフィールダーに選ばれ、3月にも再び月間最優秀選手と月間最優秀ミッドフィールダーに選ばれた。2021-22シーズンは公式戦47試合に出場し、タッサ・デ・ポルトガル決勝のトンデラ戦でゴールを挙げるなど、リーグとカップ戦の国内二冠に貢献した。プリメイラ・リーガの年間ベストイレヴンと年間最優秀若手選手に選ばれた。

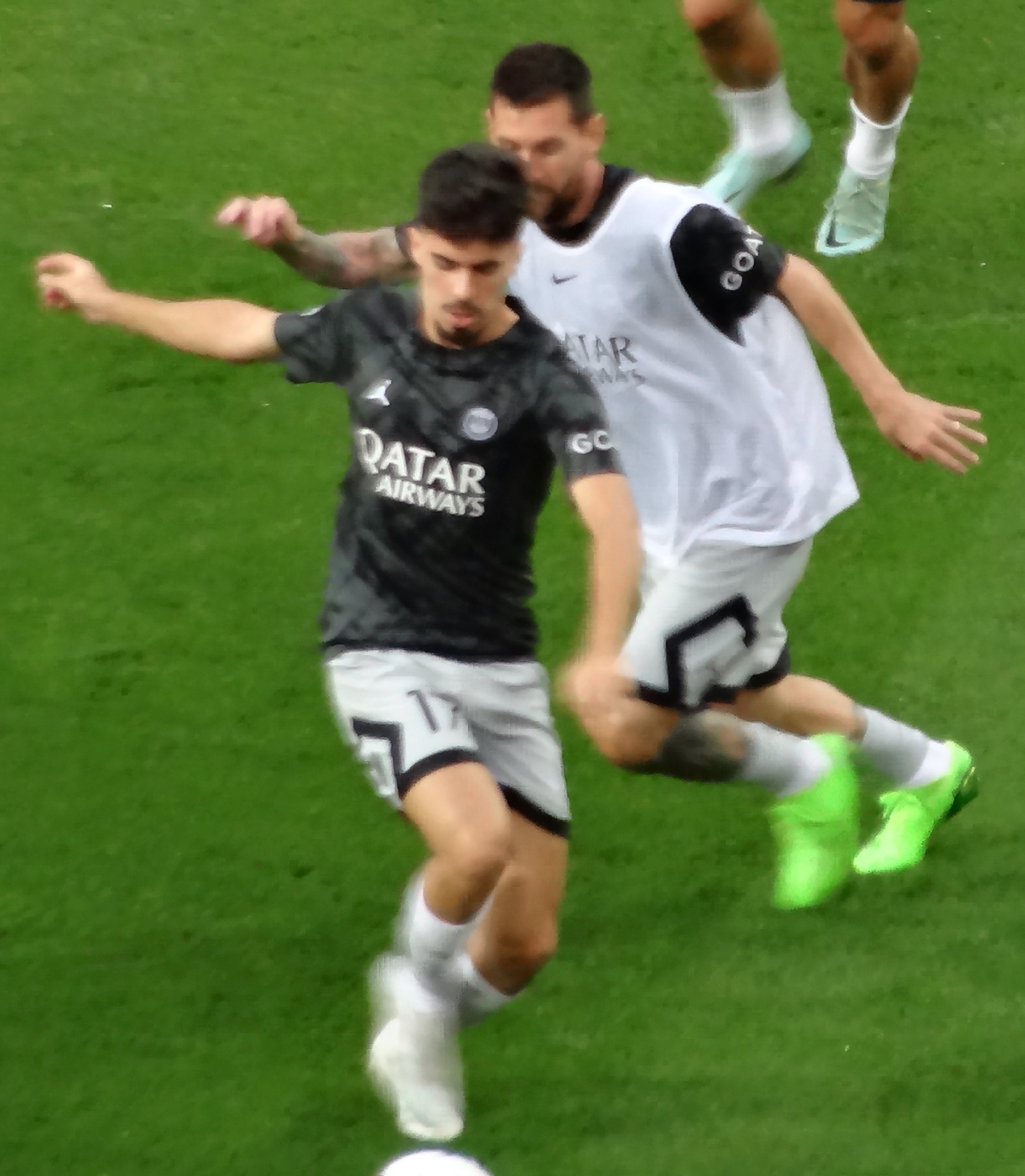
2022年8月、パリ・サンジェルマンでのヴィティーニャ

2022年6月30日、フランスのパリ・サンジェルマンに5年契約で移籍。移籍金は4,000万ユーロと報じられている。7月31日、トロフェ・デ・シャンピオンのナント戦に先発出場し、移籍後初出場を果たした。この試合では43本のパスを全て成功させ、パス成功率100パーセントを記録し、イエローカードを受けたものの、4-0での勝利に貢献した。将来を見据えた補強として加入したものの、すぐにチームに適応し、マルコ・ヴェッラッティとの連携は称賛され、カルロス・ソレール、レナト・サンチェスやファビアン・ルイスら経験豊富な選手たちに割って入り、高く評価された。しかし、その後数か月は、リオネル・メッシとその周囲の選手たちとの関係が悪化し、練習中に衝突するなど困難な時期を迎えた。2023年2月11日、モナコ戦での敗戦後、ネイマールからヴィティーニャら新加入の選手によりチームが弱体化したと批判されたと報じられた。これらの出来事もあり、シーズン後半戦はパフォーマンスが低下し、スタメンの地位を失った。4月15日、RCランス戦で移籍後初ゴールを挙げた。シーズン全体では不安定なパフォーマンスとなったが、チームの11回目のリーグ・アン優勝に貢献した。
2023-24シーズン、メッシやネイマールが退団した後にパフォーマンスが向上し、新監督のルイス・エンリケから信頼を勝ち取り、エンリケの攻撃的な戦術の中に適応した。また、複数の言語を話せることから、ロッカールームでの人気者となり、チーム内の様々な派閥をまとめる良い影響をもたらした。9月19日、UEFAチャンピオンズリーグのボルシア・ドルトムント戦で、マン・オブ・ザ・マッチに選出された。12月20日、メス戦でリーグ戦5得点目となるゴールを挙げ、3-1での勝利に貢献した。この試合では、中盤の深いポジションで起用されながらも、90パーセントのパス成功率を記録した。2024年4月10日、チャンピオンズリーグ・ラウンド8のバルセロナ戦1stレグでチャンピオンズリーグ初ゴールを挙げた。4月16日のバルセロナ戦2ndレグでもゴールを挙げ、準決勝進出に貢献した。準決勝のドルトムント戦は2戦合計0-2で敗れたものの、ヴィティーニャのプレーは2戦通して高く評価され、チームメイトらが足を引っ張ったと評する評論家もいた。2023-24シーズンは、チームの国内三冠に貢献し、9得点5アシストとキャリア最多の14ゴールに関与した。監督のルイス・エンリケからチームのMVPに選ばれ、リーグ・アンとチャンピオンズリーグのシーズンベストイレヴンに選出された。

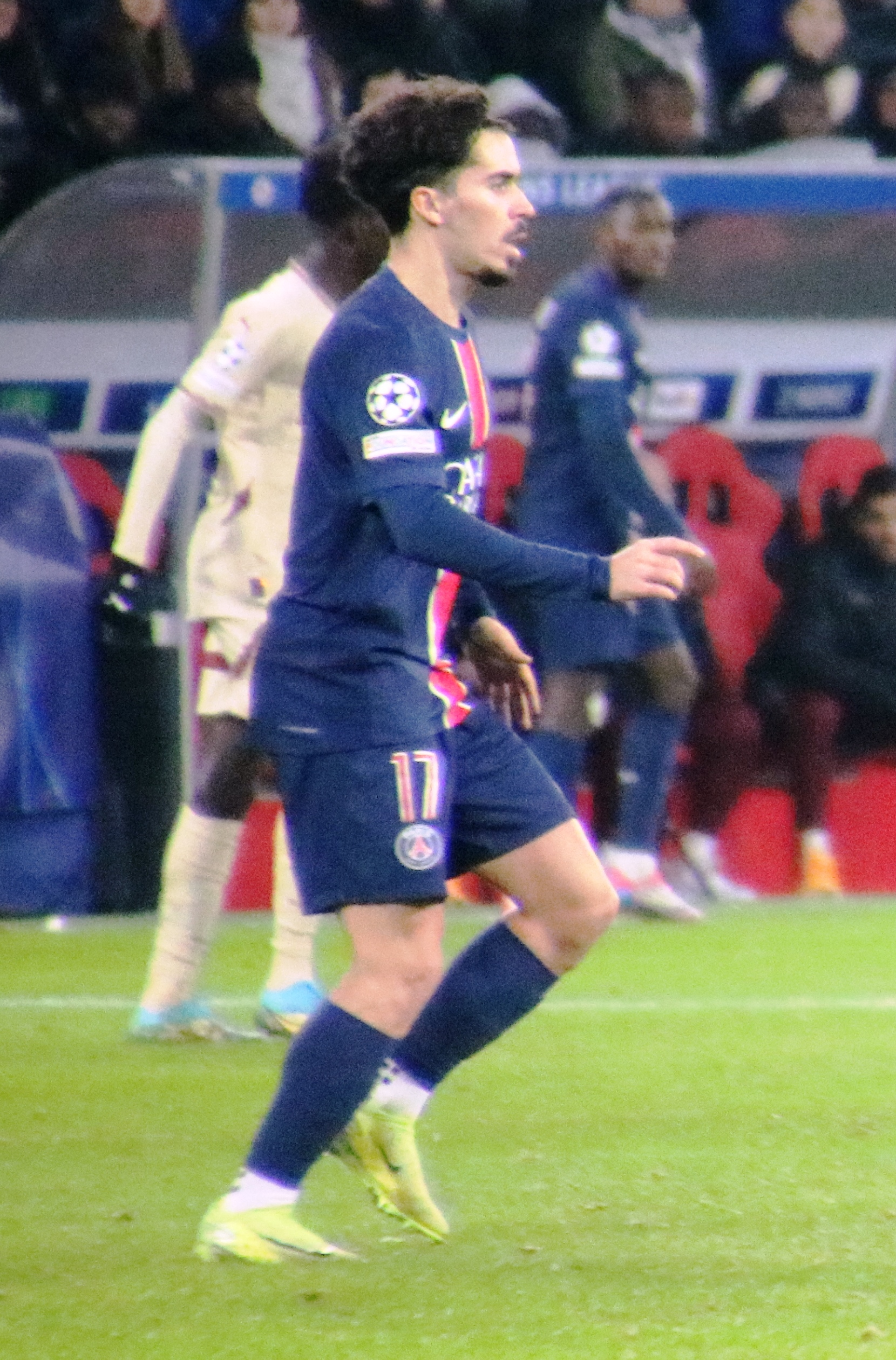
2024–25シーズン、パリ・サンジェルマンでプレーするヴィティーニャ

2024年8月22日、ルイス・エンリケからチームの副キャプテンに指名された。また、チームのPKキッカーに選ばれたが、この決定に一部のチームメイトらが不満を示し、最終的にウスマン・デンベレと交代でPKキッカーを務めることとなった。9月1日、リール戦でシーズン初ゴールをPKで挙げた。2025年2月9日、クラブとの契約を2029年まで延長した。2月20日、UEFAチャンピオンズリーグのスタッド・ブレスト戦では、その試合チーム3点目のゴールを挙げて、7-0での大勝に貢献し、チームはベスト16に進出した。4月29日、チャンピオンズリーグ準決勝のアーセナル戦1stレグでは、マン・オブ・ザ・マッチに選出された。2ndレグでも、PKに失敗したものの、2-1での勝利に貢献した。チームは13回目のリーグ・アン優勝を果たし、リーグ・アンの年間最優秀選手の候補に選ばれたほか、年間ベストイレヴンに選出された 。5月31日、チャンピオンズリーグ決勝のインテル・ミラノ戦では、デジレ・ドゥエのゴールをアシストした。チームは5-0で勝利し、クラブ史上初のチャンピオンズリーグ優勝と三冠を達成に大きく貢献した。さらに、チャンピオンズリーグのシーズンベストイレヴンにも選出された。

### 代表
2018年からポルトガルの世代別代表に選出され、2019年はU-21代表でトゥーロン国際大会。に出場し、ベストイレヴンに選出。同年はU-19代表でアルメニアで開催されたUEFA U-19欧州選手権にも出場し、準優勝となった。
2021年のUEFA U-21欧州選手権では、決勝でドイツに敗れたものの、全6試合に出場し、大会の優秀選手に選出された。
2022年3月29日、2022 FIFAワールドカップ・プレーオフの北マケドニア戦で、ジョアン・モウティーニョとの途中交代でポルトガル代表デビュー。
11月10日、W杯カタール大会に臨むメンバーの1人に選ばれた。
UEFAネイションズリーグ2024-25では決勝戦を含む8試合に出場し、優勝メンバーの一員となった。

## 個人成績

### クラブ
| 国内大会個人成績 | 国内大会個人成績     | 国内大会個人成績 | 国内大会個人成績 | 国内大会個人成績 | 国内大会個人成績 | 国内大会個人成績 | 国内大会個人成績 | 国内大会個人成績 | 国内大会個人成績 | 国内大会個人成績 | 国内大会個人成績 |
| 年度             | クラブ               | 背番号           | リーグ           | リーグ戦         | リーグ戦         | リーグ杯         | リーグ杯         | オープン杯       | オープン杯       | 期間通算         | 期間通算         |
| 年度             | クラブ               | 背番号           | リーグ           | 出場             | 得点             | 出場             | 得点             | 出場             | 得点             | 出場             | 得点             |
| ポルトガル       | ポルトガル           | ポルトガル       | ポルトガル       | リーグ戦         | リーグ戦         | リーグ杯         | リーグ杯         | ポルトガル杯     | ポルトガル杯     | 期間通算         | 期間通算         |
| ---------------- | -------------------- | ---------------- | ---------------- | ---------------- | ---------------- | ---------------- | ---------------- | ---------------- | ---------------- | ---------------- | ---------------- |
| 2019-20          | ポルト               | 77               | プリメイラ       | 8                | 0                | 1                | 0                | 3                | 0                | 12               | 0                |
| イングランド     | イングランド         | イングランド     | イングランド     | リーグ戦         | リーグ戦         | FLカップ         | FLカップ         | FAカップ         | FAカップ         | 期間通算         | 期間通算         |
| 2020-21          | ウルヴァーハンプトン | 20               | プレミアリーグ   | 19               | 0                | 1                | 0                | 2                | 1                | 22               | 1                |
| ポルトガル       | ポルトガル           | ポルトガル       | ポルトガル       | リーグ戦         | リーグ戦         | リーグ杯         | リーグ杯         | ポルトガル杯     | ポルトガル杯     | 期間通算         | 期間通算         |
| 2021-22          | ポルト               | 20               | プリメイラ       | 30               | 2                | 0                | 0                | 7                | 2                | 37               | 4                |
| フランス         | フランス             | フランス         | フランス         | リーグ戦         | リーグ戦         | F・リーグ杯      | F・リーグ杯      | フランス杯       | フランス杯       | 期間通算         | 期間通算         |
| 2022-23          | PSG                  | 17               | リーグ・アン     | 36               | 2                | -                | -                | 3                | 0                | 39               | 2                |
| 2023-24          | PSG                  | 17               | リーグ・アン     | 28               | 7                | -                | -                | 5                | 0                | 33               | 7                |
| 2024-25          | PSG                  | 17               | リーグ・アン     | 29               | 5                | -                | -                | 5                | 0                | 34               | 5                |
| 通算             | ポルトガル           | ポルトガル       | プリメイラ       | 38               | 2                | 1                | 0                | 10               | 2                | 49               | 4                |
| 通算             | イングランド         | イングランド     | プレミアリーグ   | 19               | 0                | 1                | 0                | 2                | 1                | 22               | 1                |
| 通算             | フランス             | フランス         | リーグ・アン     | 93               | 14               | -                | -                | 13               | 0                | 106              | 14               |
| 総通算           | 総通算               | 総通算           | 総通算           | 150              | 16               | 2                | 0                | 25               | 3                | 177              | 19               |

### 代表
| ポルトガル代表 | 国際Aマッチ | 国際Aマッチ |
| 年             | 出場        | 得点        |
| -------------- | ----------- | ----------- |
| 2022           | 8           | 0           |
| 2023           | 6           | 0           |
| 2024           | 11          | 0           |
| 2025           | 4           | 0           |
| 通算           | 29          | 0           |

## タイトル

### クラブ
ポルトユース
- UEFAユースリーグ（2018-19）[3]

ポルト
- プリメイラ・リーガ（2019-20, 2021-22）
- タッサ・デ・ポルトガル（2019-20, 2021-22）

パリ・サンジェルマン
- リーグ・アン（2022-23, 2023-2024, 2024-25）
- クープ・ドゥ・フランス（2023-24, 2024-25）
- トロフェ・デ・シャンピオン（2022, 2023, 2024）
- UEFAチャンピオンズリーグ（2024-2025）[45]

### 代表
ポルトガル代表
- UEFAネイションズリーグ（2024-25）[53]

### 個人
- トゥーロン国際大会 ベストイレヴン（2019）[47]
- UEFA U-21欧州選手権 優秀選手（2021）[49]
- プリメイラ・リーガ 月間最優秀選手（2021年12月、2022年1月、2022年3月）
- リーグ・アン シーズンベストイレヴン（2023-24, 2024-25）[46]